# Jñāna yoga
El gñana-ioga o ‘sendero del conocimiento’ es uno de los tipos de yoga mencionados en el hinduismo.
- jñānayoga, en el sistema IAST de transliteración.
- ज्ञानयोग, en escritura devánagari.
- En inglés: jnana yoga.
- Pronunciación: /ñana ioga/ o bien /guiana ioga/ (no /güiana/); nunca /jnana/. Debido a una convención (el alfabeto AITS), en inglés se escribe comúnmente jnana, lo que genera confusión, ya que un anglohablante pronunciará erróneamente /shnana/.

En idioma sánscrito, gñana significa ‘conocimiento’.
En sus comentarios al Bhagavad-gītā, el religioso aduaita (no dualista) Adi Shankará (788-820) le da una importancia primaria al gñana-ioga como ‘conocimiento del absoluto’ (Bráhman).
En cambio el comentador vishishta aduaita Ramanuyá considera al conocimiento sólo como una condición para el bhakti (‘devoción’).
En el Bhagavad-gītā (13.3) dice que el gñana consiste en la mera comprensión de la diferencia entre el karma-kshetra (el ‘campo de actividad’, o sea el cuerpo material) y el kshetra-gñá (el ‘conocedor del campo’, o sea el alma espiritual).
Más adelante en el Guitá (13.35) Krishná enfatiza en que la persona religiosa debe entender la diferencia entre esos dos.
Según los gñanis (aduaitas, que consideran que Dios y el alma son lo mismo; literalmente ‘conocedores’) la meta de la vida es fundirse en la existencia de Dios.
Según los gaudiya vaisnavas, kaivaliam (la fusión del alma con Dios) es como el Naraka (‘infierno’).
El vaisnava no quiere ser uno con Dios, sino ser eternamente una persona en relación con Dios.

## Medios de liberación
El gñana ioga enseña que hay cuatro medios de salvación:
- Viveka (‘discriminación’): la habilidad de diferenciar entre lo que es real/eterno (Brahman) y lo que es irreal/temporal (la materia). Este es un concepto importante incluso en textos más antiguos que el Bhagavad-gītā, y frecuentemente invocan la imagen de un cisne, que los hindúes creen que mientras bebe puede separar el alcohol (o la bebida prohibida) del agua.
- Vairagya (sin raga, sin pasión): la práctica de hacer como si no hubiera apego por nada que sea temporal.
- shat sampat: (‘seis virtudes’):
  - shanta (tranquilidad)
  - dama (control de los sentidos),
  - uparati (renuncia al placer)
  - titiksá (paciencia)[7]
  - sradhá (fe ciega)
  - samadhana (concentración).
- mumuksútua (deseo de liberación).